# Dictadura de Primo de Rivera en Cataluña

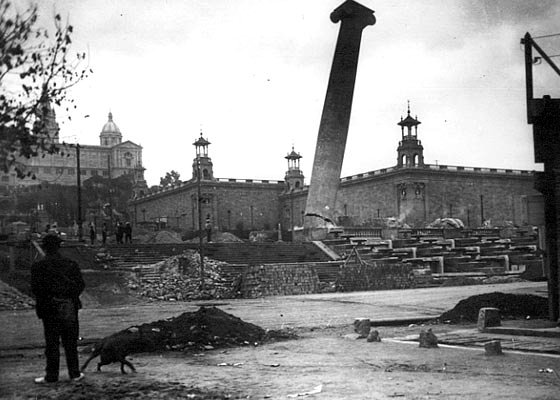
Derribo de Las cuatro columnas que representaban las cuatro barras de la bandera catalana por orden de Primo de Rivera y que se construyeron para presidir la Exposición Internacional de Barcelona (1929).

La dictadura de Primo de Rivera en Cataluña es el relato de la política aplicada en Cataluña por la dictadura de Primo de Rivera y de los apoyos y de la oposición que encontró.

## Los apoyos de la Dictadura en Cataluña

### El apoyo inicial de la burguesía catalana y de la Lliga Regionalista

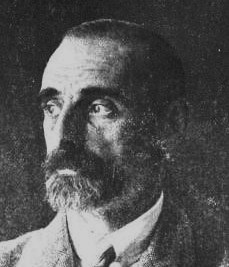
Francisco Cambó, líder de la Lliga Regionalista.

Según el historiador israelí Shlomo Ben-Ami, "es en Cataluña donde hay que buscar los orígenes inmediatos del golpe de Primo de Rivera. Fue allí donde la burguesía creó la atmósfera histérica que rodeó a Primo de Rivera con la aureola de «salvador» y colocó su rebelión, como hizo notar un observador contemporáneo, en el contexto general de la reacción antibolchevique que había alcanzado también a otros países europeos. Cambó, auténtico representante de la alta burguesía catalana, «el teórico de la dictadura española», como lo llamó Maurín, expuso crudamente el anhelo y la responsabilidad de su clase por la dictadura:[…] «Una sociedad en la cual la avalancha demagógica [sindicalista] pone en grave peligro ideales e intereses se resignará a todo con tal de sentirse amparada…»". Junto con la «política de orden» el otro elemento que selló la alianza de Primo de Rivera y la burguesía catalana fue la promesa de proteger su industria con la elevación de los aranceles a las importaciones.
Las clases altas catalanas recibieron el golpe con euforia. La Cámara de Comercio e Industria de Cataluña saludó al dictador «con el mayor entusiasmo», esperando que pusiera fin «a un estado de cosas que se consideraba intolerable». Lo mismo hicieron el resto de organizaciones patronales, como el Instituto Agrícola Catalán de San Isidro que esperaba que se atajaran «las corrientes demoledoras del derecho de propiedad». Y también los partidos políticos catalanes conservadores como la Lliga Regionalista o la Unión Monárquica Nacional. Esta última se consideraba parte del «movimiento de regeneración» basado en los principios de «patria, monarquía y orden social». Josep Puig i Cadafalch, dirigente de la Lliga y presidente de la Mancomunidad de Cataluña, escribió una nota que fue publicada en los diarios el 19 de septiembre en la que decía: entre un hecho extralegal y la corrupción del sistema la Lliga opta por lo primero. Además la Lliga dio crédito a las promesas descentralizadoras que había hecho el general Miguel Primo de Rivera, aunque esas expectativas se desvanecieron muy pronto.

### La Unión Monárquica Nacional

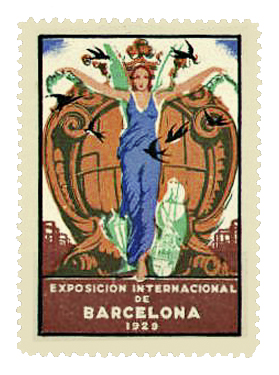
Sello conmemorativo de la Exposición Internacional de Barcelona (1929).

La Unión Monárquica Nacional (UMN) había sido fundada en 1919 bajo la presidencia de Alfons Sala i Argemí, futuro conde de Egara, por personalidades de derechas que compartían su oposición a la Lliga Regionalista de Francisco Cambó, que entonces era el partido hegemónico en Cataluña, al que acusaban de «separatista». El golpe de Estado de Primo de Rivera de septiembre de 1923, que la UMN apoyó, le ofreció la oportunidad de ganar influencia política y poner en práctica sus ideas bajo el nuevo régimen dictatorial y cuando la Lliga Regionalista retiró su apoyo a Primo de Rivera a causa de su política anticatalanista la UMN se convirtió en el único sostén político de la Dictadura en Cataluña.
A principios de enero de 1924 Primo de Rivera se reunió en Barcelona con algunos dirigentes políticos catalanes pero solo consiguió la colaboración de la españolista UMN. Así que Primo de Rivera nombró nuevo presidente de la Mancomunidad a Alfons Sala tras haber quedado vacante el cargo a causa de la dimisión Josep Puig i Cadafalch en señal de protesta por la política anticatalana de la Dictadura.
Finalmente la UMN se integró en la Unión Patriótica, el partido único creado desde el poder para proporcionar una base social al proyecto del Directorio civil que sustituyó al Directorio militar en diciembre de 1925.

## La «paz social» y el desmantelamiento de la CNT
Las primeras medidas que tomó el Directorio militar estuvieron encaminadas a intentar controlar a los Sindicatos Únicos de la CNT, mediante la orden de que presentaran sus estatutos, registros y libros de contabilidad, y el encarcelamiento de sus dirigentes y la suspensión de su prensa, amparándose en el estado de guerra que habían declarado primero en Cataluña y luego en toda España. Meses más tarde, hacia mayo de 1924, aprovechando la oportunidad que le brindó el asesinato del verdugo de Barcelona, los Sindicatos Únicos fueron prohibidos, lo que supuso el hundimiento de la CNT, que estaba muy debilitada por la intransigencia patronal, el crecimiento de los Sindicatos Libres, la brutal represión, el pistolerismo y las pugnas internas de los "años de plomo" (1919-1923).
La prohibición de los Sindicatos Únicos concedió un nuevo protagonismo a los Sindicatos Libres ya que muchas organizaciones obreras se integraron en ellos para continuar existiendo, aunque el número de afiliados de los Libres -unos 100.000 en 1925; unos 190.000 en 1929-, nunca alcanzaron a los de la CNT antes de 1923 (400.000 en 1919). Cuando en 1930 la CNT fue legalizada por la Dictablanda de Dámaso Berenguer las organizaciones obreras que se habían adherido a los Libres retornaron a la CNT.

## La política anticatalanista: neutralizar la «desespañolización» de Cataluña

### La persecución de la lengua y de la cultura popular catalanas
En el Manifiesto del 13 de septiembre que justificó el golpe de Estado de Primo de Rivera ya se hacía referencia a la descarada propaganda separatista. Cinco días después el Directorio promulgaba el Decreto de 18 de septiembre de 1923 contra el «separatismo», que castigaba con severas penas «los delitos contra la seguridad y unidad de la Patria y cuantos tiendan a disgregarla, restarle fortaleza y rebajar su concepto», y que serían juzgados por tribunales militares, tal como establecía la Ley de Jurisdicciones de 1906. Se prohibía izar u ostentar «banderas que no sean la nacional», «la difusión de ideas separatistas por medio de la enseñanza», el uso del catalán «en los actos oficiales de carácter nacional o internacional» y se obligaba a las corporaciones locales y provinciales a llevar los libros de registro y de actas en castellano.
Según el historiador Eduardo González Calleja, el decreto fue el resultado de las presiones de la Junta de Defensa de Infantería encabezada por el coronel Godofredo Nouvilas sobre Primo de Rivera -quien había prometido reactivar la vida regional- imponiéndose en el seno del Directorio "la tendencia centralista que entendía el hecho diferencial catalán como opuesto radicalmente al proyecto nacionalista español que se buscaba patrocinar desde el poder". El también historiador Shlomo Ben Ami, añade que "el cambio de posición de Primo de Rivera hacia el anticatalanismo se debió también a "la dinámica interna de su régimen dictatorial. Ninguna dictadura digna de su nombre puede permitirse la aplicación de conceptos como los de descentralización y autonomía, incompatibles con la existencia misma de su espíritu, pues entrañan una disminución del poder dictatorial".
En los meses y años siguientes se aplicó esta política –cuyo lema acuñado por el propio Primo de Rivera era España una, grande e indivisible- que pretendía eliminar la especificidad de Cataluña, para «neutralizar y contrarrestar por la acción del gobierno la labor de desespañolización que con constancia se viene haciendo por ciertos sectores políticos en Cataluña». El principal ejecutor de la misma fue el capitán general de Cataluña, el general Emilio Barrera, que actuó como ministro universal de Primo de Rivera. Así se clausuraron centros políticos «separatistas», y se encarcelaron a los militantes de los partidos nacionalistas catalanes, incluidos algunos sacerdotes. Solo diez días después del golpe ya habían sido cerradas en Barcelona 28 sedes, entre las que se encontraban la de Acció Catalana o la del CADCI (Centre Autonomista de Dependents del Comerç i de la Indústria). Además muchos alcaldes fueron destituidos por haber tolerado o exhibido la bandera catalana, algunos periodistas fueron desterrados, diversas publicaciones fueron multadas o suspendidas y algunas cerradas, y la censura de prensa se aplicó férreamente.

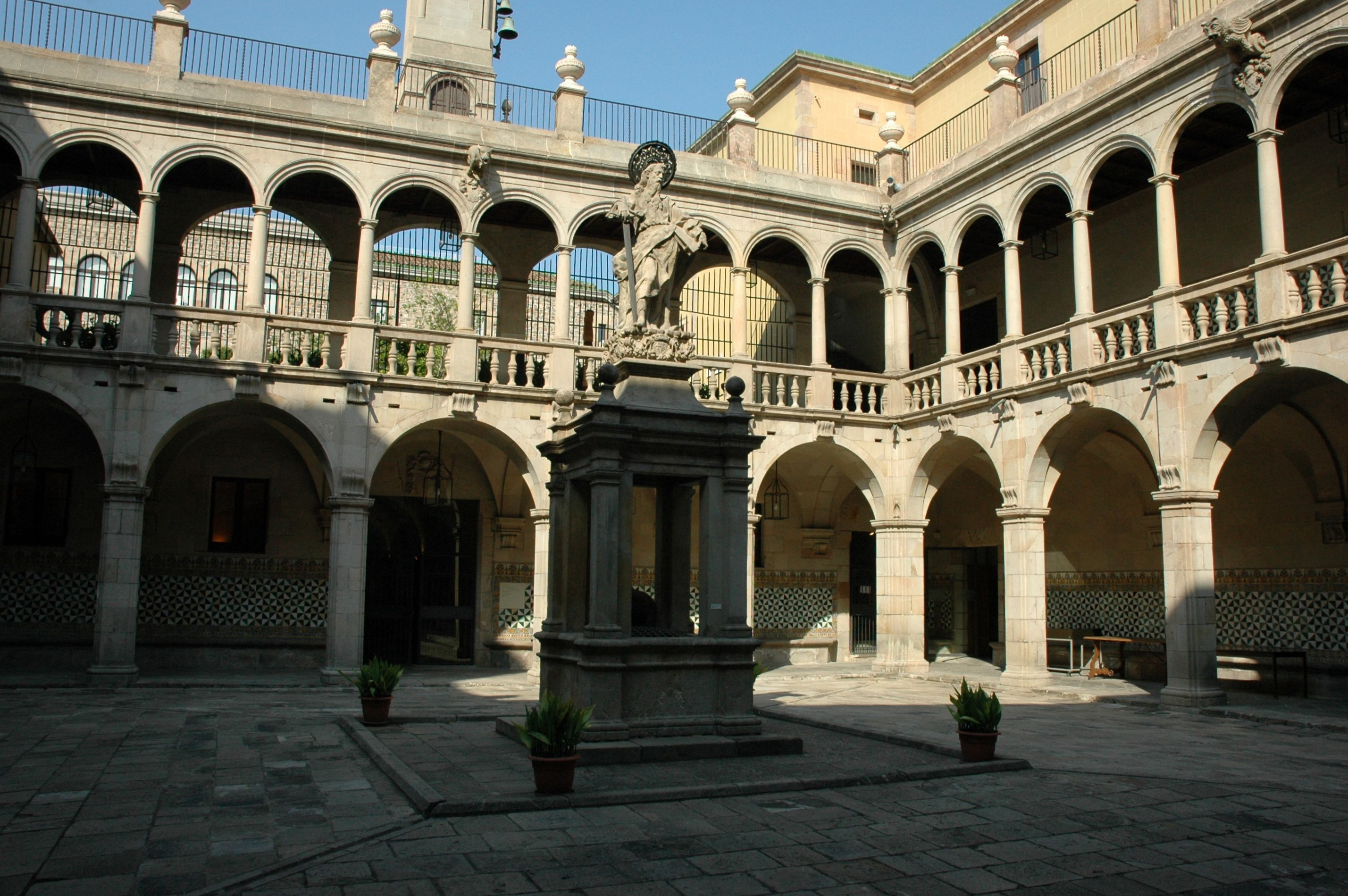
Sede del Institut d'Estudis Catalans.

Cualquier manifestación popular de la identidad catalana fue suprimida. Se prohibió izar la Senyera, cantar el himno de Els Segadors o usar el catalán en actos oficiales, y se limitó el baile de sardanas —las multas podían llegar a las 5.000 pesetas—. Se castellanizaron de forma arbitraria los nombres de calles y pueblos —a veces cayendo en el ridículo: la plaza de Sant Vicenç de Sarrià se convirtió en San Vicente Español—, se obligó a publicar en castellano los anuncios de las obras teatrales y se persiguieron a entidades culturales y sociales como el Centre Catalá, los Pomells de Joventut (una institución religiosa), el Ateneo Barcelonés, el Ateneu Enciclopèdic Popular, la Associació Protectora de l'Ensenyança Catalana, las bibliotecas populares, las sociedades excursionistas, musicales y deportivas, los Jocs Florals (que pasaron a celebrarse en Francia) o los cursillos escolares en lengua catalana. También el FC Barcelona, el Orfeón Catalán, el Instituto de Estudios Catalanes, el Colegio de Abogados de Barcelona o la Universidad Industrial vieron limitadas sus actividades. Asimismo se prohibió a los comerciantes que anunciaran sus productos en catalán y en enero de 1928 se ordenó a la prensa que no tradujera al catalán las "notas oficiosas" del Directorio civil.
Una Circular de la Dirección General de Enseñanza Primaria del 27 de octubre de 1923 impuso la enseñanza exclusiva en castellano —se recordaba a los inspectores la obligación «de enseñar la lengua castellana en sus respectivas escuelas y de dar la enseñanza en el mismo idioma» vigilando estrictamente a los maestros en este punto—, otra de final de año prohibía la enseñanza del catalán en los centros mantenidos por el Estado y una tercera, del 15 de febrero de 1924, facultó a los inspectores de educación para que pudieran suspender de empleo y sueldo a los maestros que incumplieran la norma e incluso clausuraran los centros escolares, tanto públicos como privados, donde éstos trabajaran. De esta política represiva de cualquier manifestación de la identidad catalana ni siquiera se libró la Iglesia. Decenas de sacerdotes fueron detenidos acusados de «separatismo», otros fueron alejados de Cataluña –incluido el obispo de Barcelona Josep Miralles que fue trasladado a la diócesis de Mallorca- y la Academia Católica de Sabadell fue clausurada. Cuatro años más tarde un decreto de diciembre de 1928 prohibió a las escuelas enseñar ninguna asignatura que no estuviera incluida en el programa oficial aprobado por el Ministerio de Instrucción Pública, lo que suponía dejar fuera de la escuela la historia y la cultura catalanas.
La política de persecución del catalanismo generó numerosos conflictos con diversas instituciones y entidades que se resistían a aceptarla (Ateneo Barcelonés, Ateneo Enciclopédico Popular, Orfeón Catalán, Orfeón Graciense, CADCI, Fútbol Club Barcelona, etc.), y más de un centenar de ellas acabaron siendo clausuradas temporal o definitivamente. Fue el caso también de algunas sedes de la Lliga Regionalista y de su periódico La Veu de Catalunya. También fueron suspendidos temporalmente otros periódicos como La Vanguardia, La Publicitat, La Nau, El Matí o Las Noticias, y revistas de humor o publicaciones infantiles.
A iniciativa de Ángel Ossorio y Gallardo y de Eduardo Gómez Baquero, en marzo de 1924 más de un centenar de intelectuales castellanos firmaron un manifiesto de solidaridad con la lengua catalana, redactado por Pedro Sáinz Rodríguez, por primera vez en la historia. Este manifiesto fue seguido de dos manifiestos firmados por intelectuales catalanes, uno encabezado por Pere Rahola y otro por Angel Guimerá. En 1927 Ernesto Giménez Caballero montó en Madrid una exposición dedicada al libro catalán en la que se mostraron seis mil títulos.
Los manifiestos no tuvieron ningún efecto sobre la política de la Dictadura en Cataluña, como se pudo comprobar cuando el capitán general Barrera, alentado por Primo de Rivera, creó en Barcelona una Junta de Acción Ciudadana, encargada, entre otras cosas, de impedir el uso del catalán en las iglesias y de vigilar las actividades proselitistas de los religiosos y las asociaciones católicas catalanas. A principios de septiembre en una visita que hizo a Barcelona, el rey Alfonso XIII manifestó lo siguiente en un discurso pronunciado ante los alcaldes catalanes:

Y es natural que protestéis, lastimados de aquella afirmación nacida de falsos historiadores, que olvidan que la unidad nacional española, a diferencia de la de otros pueblos, no es producto de la fuerza, sino fruto del amor, del amor que unió en matrimonio a los Reyes Católicos de Aragón y de Castilla

Coincidiendo con el viaje del rey a Barcelona, el gobierno prohibió la ejecución pública de la sardana La Santa Espina por haberse convertido «en himno representativo de odiosas ideas y criminales aspiraciones, escuchando su música con el respeto y reverencia que se tributan a los himnos nacionales».
Sin embargo, la alta cultura en catalán no fue tan perseguida. Como ha destacado el historiador Josep M. Roig i Rosich, "un sermón publicado en catalán era objeto de persecución y hasta de encarcelamiento, mientras que la Historia Nacional de Catalunya de Rovira i Virgili se publicaba sin trabas". Según este historiador "esta aparente contradicción" puede atribuirse "a un cierto menosprecio [hacia la alta cultura], a una tolerancia forzada o calculada, al talante caprichoso del mismo Primo de Rivera", pero evidencia "unos criterios selectivos intencionados que apuntan a una clara intransigencia por las manifestaciones populares catalanas predominantes" y "a una condescendencia por las actividades culturales más elevadas o minoritarias, inofensivas o poco peligrosas". Así surgieron nuevas editoriales dedicadas exclusivamente al libro en catalán como Barcino, Llibreria Catalonia o Proa —en 1930 se publicaron 308 nuevos títulos—. También aparecieron nuevos diarios en catalán —Barcelona pasó de dos en 1923 a 15 en 1930— y revistas, como la Revista de Catalunya, Mirador y La paraula cristiana.

### La disolución de la Mancomunidad
El 24 de diciembre de 1923 dimitió el presidente de la Mancomunidad Josep Puig i Cadafalch en señal de protesta por la política anticatalanista de la Dictadura, y se autoexilió en Francia. El 12 de enero de 1924 Primo de Rivera disolvió todas las diputaciones provinciales, salvo las forales, lo que supuso la virtual disolución de la Mancomunidad, ya que según Primo de Rivera el regionalismo podía contribuir a «deshacer la gran obra de unidad nacional». Inmediatamente después fueron designados por los gobernadores civiles los nuevos diputados provinciales, todos ellos españolistas y el líder de la Unió Monárquica Nacional, Alfonso Sala Argemí, conde de Egara, pasó a presidir la Mancomunidad.
En el discurso de toma de posesión Alfons Sala dijo:

Tenemos nosotros el deber de conciencia de ayudar al Directorio en la obra de regeneración del país; tenemos nosotros, como catalanes, el íntimo de deber de conciencia de hacer todo lo posible para que, de una vez, se encaucen esos problemas que agitan todavía la vida de Cataluña y que han puesto muchas veces en conmoción la vida de España

Sin embargo a los pocos meses de estar al frente de la Mancomunidad comenzaron las tensiones entre Sala y Primo de Rivera a causa de que el dictador comenzó a cuestionar la existencia misma de la Mancomunidad, porque temía que en otras manos, «tendenciosas», fuera el embrión de «un pequeño Estado», «capaz de dañar a España». Así se lo expuso Primo de Rivera a Sala en una carta que le envió en agosto de 1924.
Las críticas del dictador arreciaron en los primeros meses de 1925. En marzo habló claramente del «fracaso de la Mancomunidad como órgano político permanente, deliberante y ejecutivo». y ese mismo mes aprobó el Estatuto Provincial de 1925 que suponía la supresión de facto de la Mancomunidad, cuyas competencias ya habían sido recortadas por el Estatuto Municipal de 1924. El Estatuto Provincial, como ha destacado Eduardo González Calleja, "fue un fiel reflejo del cambio de actitud de Primo de Rivera desde el fomento inicial del sano regionalismo hasta su hostilidad final hacia cualquier amenaza al nacionalismo centralista español". Así quedó reflejado en la nota oficiosa que acompañó a la promulgación del Estatuto Provincial, en la que se ponía como ejemplo del regionalismo mal entendido a la Mancomunidad de Cataluña:

Reconstruir desde el Poder la región, reforzar su personalidad exaltar el orgullo diferenciado entre unas y otras es contribuir a deshacer la gran obra de la unidad nacional, es iniciar la disgregación, para la que siempre hay estímulo en la soberbia o el egoísmo de los hombres. […] Hemos pasado por un ensayo de ese especial regionalismo con la mancomunidad de Cataluña, y él ha conducido a tal grado de mal entendido predominio del sentimiento regional que, contra lo que se decía de que era convivible con el de la Patria grande, lo hemos visto galopar desenfrenadamente hacia el nacionalismo y el separatismo, haciendo pasar a los catalanes amantes de España horas de amargura y humillación, y a los españoles todos de inquietud y descorazonamiento.

Tras la promulgación del Estatuto Provincial, Alfonso Sala intentó mantener aún ciertas funciones de la Mancomunidad al frente de la comisión de coordinación de las cuatro diputaciones provinciales, pero dimitió el 22 de abril de 1925. El nuevo presidente de la Diputación de Barcelona, José María Milá Camps, conde de Montseny, presidió la Comisión gestora interina de los servicios coordinados que fue la encargada de liquidar los últimos asuntos de la Mancomunidad.
La Diputación de Barcelona se convirtió entonces en el principal instrumento de la política de la Dictadura en Cataluña, contando con el conde de Montseny en la presidencia y con el conde de Fígols en la vicepresidencia. La Diputación barcelonesa desplegó una campaña españolista que incluía conferencias patrióticas, ceremonias de exaltación de España y cursos de ciudadanía.

## La resistencia a la Dictadura
Tras la desaparición de la Mancomunidad, las declaraciones de Primo de Rivera sobre la cultura, la identidad, el idioma y las instituciones de Cataluña fueron creciendo en virulencia, manifestándose totalmente contrario a cualquier tipo de autonomía regional. Como ha señalado la historiadora Genoveva García Queipo de Llano, "Primo de Rivera ofendió no solo a grupos políticos sino a la totalidad de la sociedad catalana". Así se fue produciendo un distanciamiento cada vez mayor entre Cataluña y la Dictadura, aumentando progresivamente los conflictos.

### La resistencia de las entidades profesionales, cívicas y sociales

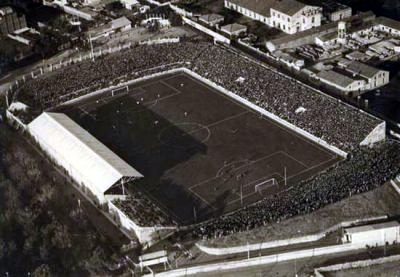
Camp de Les Corts del FC Barcelona en 1930. Allí tuvo lugar un acto de protesta contra la Dictadura y la Monarquía durante la interpretación de la Marcha Real en el acto previo a la disputa de un partido amistoso de fútbol. El campo fue clausurado durante seis meses.

Uno de los sectores que primero y de forma más firme reaccionó contra la política de la Dictadura fue el Colegio de Abogados de Barcelona que se negó a obedecer la orden de que la Guía Judicial anual en la que aparecían todos los abogados colegiados se publicara en castellano, y no en catalán. Para poner fin al conflicto del Colegio de Abogados de Barcelona con la Dictadura de Primo de Rivera, después de dos años en que ninguna de las dos partes cedía, la Dictadura recurrió a la fuerza y en marzo de 1926 destituyó a la Junta de gobierno del Colegio y desterró a sus miembros fuera de Cataluña, sustituyéndola por una Junta afín. Pero dos meses después se vio obligada a dejarles volver a Barcelona, aunque la Junta no sería repuesta en sus funciones hasta después de la caída de la Dictadura —el resto de sus colegas colegiados rindieron un homenaje en marzo de 1930 a los miembros de la Junta que «supieron mantener el prestigio y la dignidad del Colegio de Abogados»—-.>
Los que protestaban aprovecharon los pocos márgenes de libertad que dejaba la Dictadura. Una de las protestas más sonadas fue la que tuvo lugar el 14 de junio de 1925 durante un partido amistoso de fútbol entre el FC Barcelona y el Club Esportiu Júpiter para celebrar la exitosa gira europea del Orfeón Catalán. Para amenizar el acto se invitó a la banda de música de la escuadra británica, que tocó el God save the King y la Marcha Real, siendo aplaudida efusivamente la primera pieza y pitada la segunda. Diez días después, el gobernador civil, el general Joaquín Milans del Bosch, suspendió indefinidamente las actuaciones del Orfeó y clausuró el Camp de Les Corts por seis meses. Además el presidente del FC Barcelona, el suizo Joan Gamper, fue obligado a dejar el cargo y a abandonar España por un tiempo.
Otra forma de resistencia fue llevar el «caso catalán» ante los organismos internacionales. Con ese fin Acció Catalana redactó un manifiesto que fue presentado en la sede de la Sociedad de Naciones (SdN) en Ginebra en el que se denunciaba la represión que estaba sufriendo Cataluña y pedía la celebración de un referéndum a favor de la autonomía catalana bajo la supervisión de esa organización internacional. La iniciativa tuvo poca repercusión, pero le siguieron otras, como las que se llevaron a cabo ante el Congreso de Nacionalidades europeas o ante la Comisión de Minorías de la Asamblea General de la Unión Internacional de Asociaciones Pro Sociedad de Naciones, y que se mantendrían hasta el final de la Dictadura.

### El conflicto con el clero catalán
La política anticatalanista de Primo de Rivera también topó con la Iglesia católica de Cataluña, cuyos obispos encabezados por el arzobispo de Tarragona, Francisco Vidal y Barraquer, y por el obispo de Barcelona Josep Miralles, se negaron a ordenar a los párrocos que predicaran en castellano. La decisión de Primo de Rivera "de suprimir el empleo de la lengua catalana, incluso en la liturgia, pronto convirtió al clero catalán —como iba a suceder con el clero vasco y la Iglesia catalana bajo el franquismo— en el campeón de las libertades regionales y de la autonomía cultural", afirma Shlomo Ben Ami.
A finales de 1923 Primo de Rivera ya le había comunicado al presidente de la Macomunitat Josep Puig i Cadafalch su intención de «recurrir a Roma con el fin de que prohibiera predicar en catalán». Pero en principio no logró que el Papa lo aprobara por lo que recurrió a la presión sobre los obispos catalanes para conseguirlo, contando con el pleno apoyo del resto de la Iglesia española. El arzobispo de Tarragona, cardenal Vidal y Barraquer fue el que sostuvo el pulso con la Dictadura sobre este tema, lo que le llevó a dejar de apoyar al nuevo régimen, al que había bendecido inicialmente. Lo dejó patente en diversas ocasiones, como en febrero de 1925 en que en una reunión en apoyo al rey, dejó claro que su presencia allí estaba motivada simplemente por la «afirmación del principio de autoridad y del orden social, familiar y religioso», para añadir a continuación: «Hemos de colaborar con el Estado.. [pero] la Iglesia como Iglesia, el Estado como Estado, el municipio como municipio, el gallego como gallego, el catalán como catalán, el valenciano como valenciano». Este distanciamiento del régimen le valió el calificativo de antiespañol.
La Dictadura recurrió a todos los medios a su alcance para doblegar al clero catalán. Fracasó en su intento de que Vidal i Barraquer fuera destinado a una diócesis de fuera de Cataluña, pero consiguió que las sedes catalanas que quedaron vacantes fueran ocupadas por prelados españolistas. También intentó que los sacerdotes catalanes —que según la Dictadura mostraban una «actitud conspirativa»— fueran trasladados «a Andalucía antes de que puedan producir efectos sus manejos», y mientras tanto los sometió a una persecución tenaz. Nombró una denominada Junta Ciudadana de Barcelona para que vigilara a los sacerdotes «separatistas», que no vaciló en despedir a un profesor de un seminario, sin consultar al obispo de Barcelona, porque en el mismo predominaba el «catalanismo exaltado». También intentó cambiar el nombre de una institución eclesiástica catalana llamada Foment de la Pietat Catalana por el de Foment de la Pietat de Catalunya. Primo de Rivera llegó a decirle a Vidal i Barraquer:

Queremos que Roma se decida francamente por nosotros o por Cataluña, y si no quieren ayudarnos, daremos los pasaportes al nuncio y nos iremos a la constitución de una Iglesia nacional

En febrero de 1928 los obispos catalanes se reafirmaron en su posición de no prohibir el uso de la lengua catalana, lo que motivó que algunos sectores del catolicismo español, como el representado por el diario jesuita El Debate comenzaran a dejar de apoyar a la Dictadura en este tema. Primo de Rivera redobló entonces las presiones sobre la Santa Sede, para lo que envió a Roma al almirante Magaz, que había sido miembro del Directorio Militar. A finales de 1928 la Santa Sede cedió. Según Shlomo Ben Ami, "el Vaticano había decidido sacrificar el ala extremista del particularismo catalán con el fin de salvar sus relaciones congénitas con el régimen más fervorosamente católico —de hecho, ultramontano— de Europa". En diciembre de 1928 Roma envió a los obispos catalanes unas instrucciones que legitimaban la política de la Dictadura –por ejemplo, se prohibió que ningún profesor catalanista enseñara en los seminarios y que ninguna persona con esas ideas pudiera ingresar en ellos- aunque, como tenía que cumplir la regla explícita del Concilio de Trento de que el catecismo debía enseñarse en la lengua vernácula, no prohibió totalmente el uso del catalán, sino que estipuló que en su enseñanza se subrayara el amor por la «patria grande», tal como estableció en una orden de la Sagrada Congregación del Concilio del 4 de enero de 1929 en la que se decía que en ninguna circunstancia debía permitirse que el amor a la patria chica (Cataluña) infringiera las leyes canónicas y negara el amor a la patria grande, España.
Shlomo Ben Ami concluye,

La amarga reacción del episcopado catalán a las órdenes del Vaticano reflejó claramente la importancia del éxito de Primo de Rivera al conseguir que el Vaticano legitimara su política unitaria. Al dictador le hubiera gustado, sin duda, que se prohibiera completamente el catalán, pero su compromiso con el papa justificaba que se sintiera satisfecho. El particularismo catalán sólo conseguía en Roma un apoyo muy limitado. Cambó, otro de los prominentes catalanes que había apoyado la dictadura y que se desilusionó, veía ahora con tristeza cómo la Iglesia, contradiciendo todas sus tradiciones, se había puesto al lado de la fuerza contra el derecho. Esto, temía, podía tener por resultado una erupción de anticlericalismo cuando terminara la dictadura

### El renacimiento del catalanismo: la "Catalunya endins"

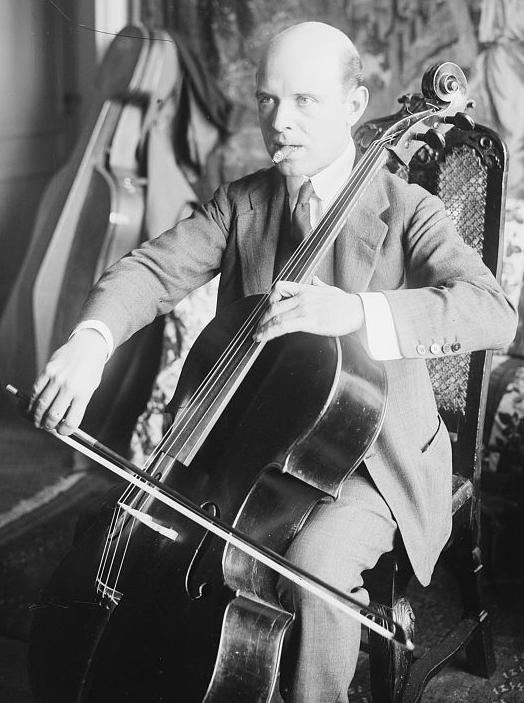
Pau Casals fundó en 1926 la Associació Obrera de Concerts

Según Eduardo González Calleja, "la persecución oficial a la cultura catalana se tradujo paradójicamente en un renacimiento de la cultura autóctona gracias a la iniciativa privada y al mecenazgo particular", que se tradujo en el fomento de "actividades diversas, como las conferencias en los Ateneos populares, las sociedades excursionistas, las corales o las asociaciones religiosas. El papel de la Iglesia fue muy relevante, ya que la prohibición del uso del catalán afectó a la liturgia, y puso al clero catalán en primera línea de la defensa de las libertades regionales y de la autonomía cultural. Todo ello generó la aparición de una cultura indiscutiblemente catalana, donde el intelectual tuvo en lo sucesivo un protagonismo político significativo, al hacer de su actividad un arma eficaz de afirmación política nacional".
Así pues, se produjo la paradoja, como ha destacado Josep M. Roig i Rosich, de que "el impacto de la Dictadura en la cultura catalana fuera positivo" (a pesar suyo), ya que "frenada la actividad política, algunos intelectuales retomarán el empuje catalanista y lo divulgarán a través de la defensa de la lengua y de la cultura". A la represión de la Dictadura se respondió "con un ingenio y una capacidad creativa muy eficaces y con una crítica irónica y ridiculizadora que vaciaron de sentido la etapa dictatorial".
A los pocos meses del golpe de Estado ya se pusieron en marcha diversas iniciativas culturales importantes, como la librería Catalonia, la editorial Barcino, la Fundació Bernat Metge y la Revista de Catalunya, acompañadas del nombramiento de Pompeu Fabra como presidente del Ateneo de Barcelona. En los años siguientes se incrementaron, con la aparición de los diarios La Nau (1927) y El Matí (1929), o de revistas como Paraula Cristiana (1925), Criterion (1925), Revista de poesia (1925), L'Amic de les Arts (1926), La Nova Revista (1927), Arts i Lletres (1927), L'Opinió (semanario, 1928) y Mirador (1929), y de revistas infantiles como El noi català (1927) y Jordi (1928). También se crearon nuevas editoriales como Editorial Alpha (1926) o Edicions Proa (1928).
Al mismo tiempo hubo muchas iniciativas en el ámbito de la cultura popular a través de los Ateneos populares, las sociedades excursionistas, las sociedades corales y musicales —Pau Casals fundó en 1926 la Associació Obrera de Concerts—, las asociaciones religiosas, y todo tipo de centros cívicos y culturales no clausurados por la Dictadura. "Con aparentes títulos o temas literarios se encubrieron verdaderas lecciones políticas, lógicamente cada vez más reprimidas", afirma Josep M. Roig i Rosich. Otro de los medios utilizados para difundir la cultura específicamente catalana fue el teatro que vivió un gran auge durante esos años.
Como ha destacado Josep M. Roig i Rosich, "el hecho de que alta cultura fuera bastante respetada permitió un crecimiento y una difusión muy notables, con un acercamiento de los intelectuales a sectores más populares mediante conferencias, prensa, teatro, etc." Algunos intelectuales sintetizaron esta política con la consigna Catalunya endins! ('Cataluña hacia dentro'), en el sentido de que "Cataluña se recluyó en ella misma para afirmarse y poder catapultarse hacia delante" y así "la cultura en Cataluña se convertirá en cultura catalana y el intelectual adquirirá un protagonismo político significativo por la resonancia popular de su tarea y porque a través de ella persistirá y se divulgará una afirmación política inviable por otros caminos".

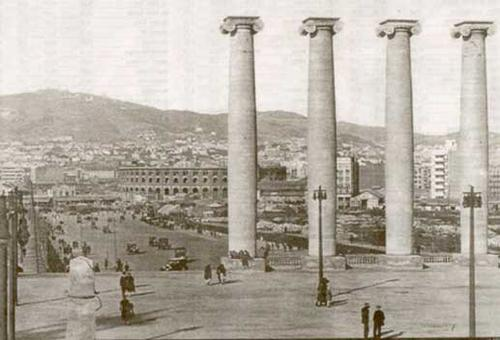
Las cuatro columnas que representaban las cuatro barras de la bandera catalana, obra del arquitecto Puig i Cadafalch para la Exposición Internacional de Barcelona (1929).
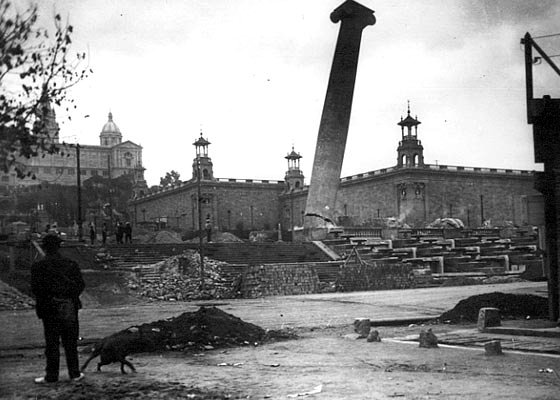
Derribo de las columnas por orden de Primo de Rivera.
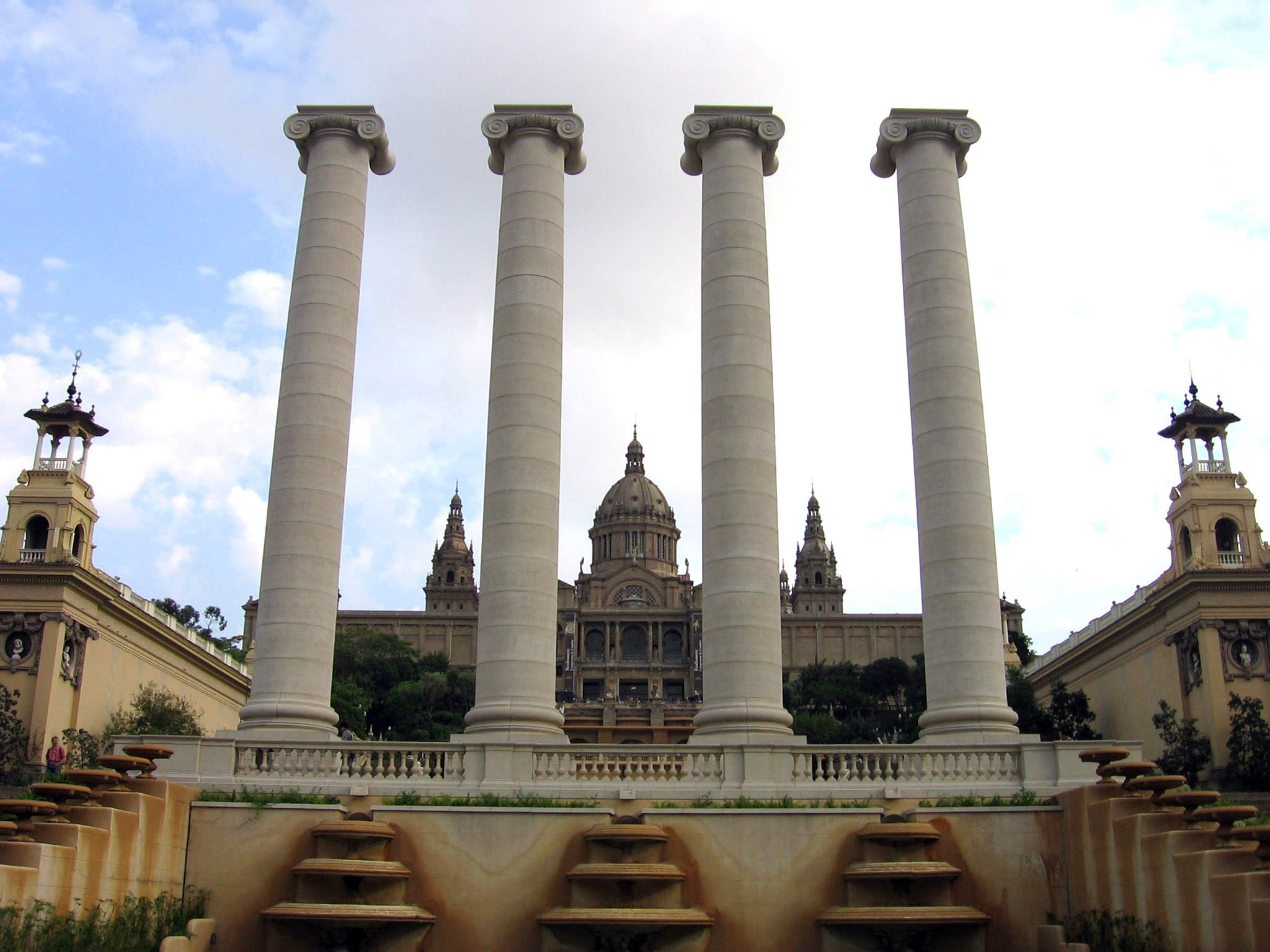
Las cuatro columnas fueron reconstruidas y situadas cerca de su emplazamiento original en 2011.
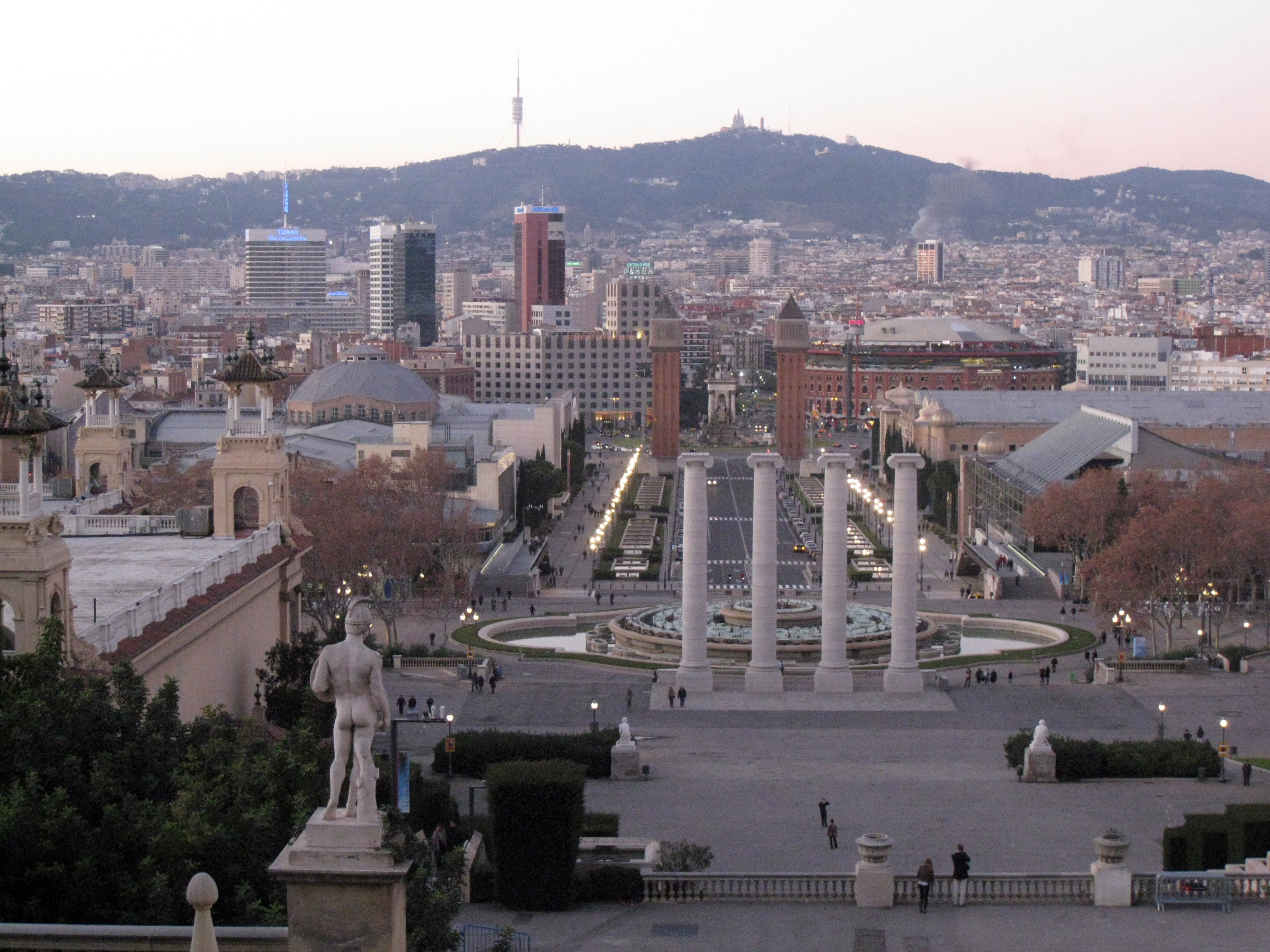
Las cuatro columnas en la actualidad vistas desde el Palau de Montjuic.

## La oposición política a la Dictadura en Cataluña

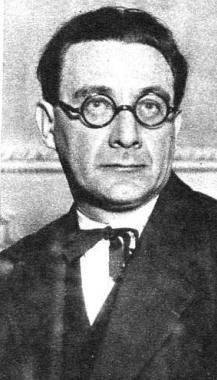
Lluís Nicolau d'Olwer, líder de Acció Catalana.

La implantación de la dictadura de Primo de Rivera supuso la desaparición como asociaciones legalmente constituidas de los partidos políticos nacionalistas catalanes y la prohibición de todos los actos que pretendían organizar. En el caso de Acció Catalana, como ha señalado Montserrat Baras, durante este periodo "únicamente se puede hablar de acciones aisladas de individuos o de núcleos de notables y el mantenimiento de conexiones basadas principalmente en relaciones personales". La razón de esto, según esta historiadora del derecho, reside en "el hecho de que Acció Catalana en el momento de su constitución no pretendiera formar un partido político [lo que] hace que su estructura como aplec de patriotes ['reunión de patriotas'] sea débil y no resista la ilegalidad". Esto es lo que explica también que los dirigentes de Acció manifiesten su rechazo a la Dictadura de diferentes formas. El presidente Jaume Bofill i Mates, líder del ala moderada de Acció, se exilió voluntariamente en París abandonando cualquier tarea de dirección política, pero sin renunciar al activismo catalanista. Lluís Nicolau d'Olwer, que asumió la dirección de Acció tras el exilio de Bofill i Mates, realizó la notable tarea de mantener la conexión entre todos los dirigentes de la organización, y además llevó el «caso catalán» a la Sociedad de Naciones —consiguió que Acció participara en representación de Cataluña en los Congresos de las Minorías Nacionales Europeas a partir del segundo celebrado en 1926—. Pero el sector más republicano y más socialmente avanzado de Acció, encabezado por Antoni Rovira i Virgili, se fue distanciando de la organización, creando en 1927 un periódico propio La Nau, del que surgiría poco después de la caída de Primo de Rivera un nuevo partido llamado Acció Republicana de Cataluña.

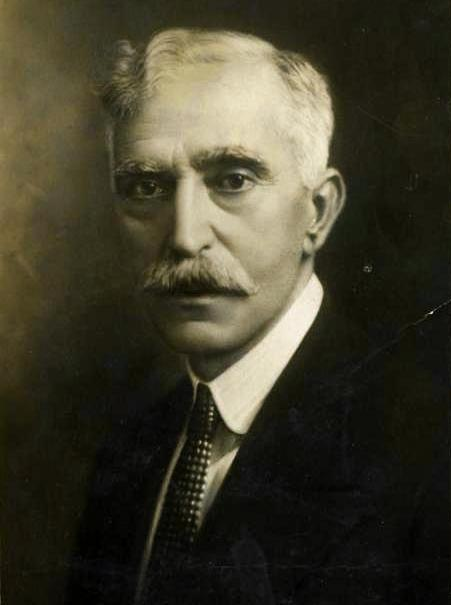
Francesc Macià, líder de Estat Català y del Complot de Prats de Molló.

En cuanto a la otra fuerza política que había asumido el liderazgo nacionalista catalán, Estat Català, el golpe de Primo de Rivera reafirmó su apuesta por la vía insurreccional. El líder de Estat Català Francesc Macià lo expuso claramente el 7 de octubre de 1923 poco antes de huir a a Francia cuando explicó que el principal objetivo de su partido era formar una gran coalición con las organizaciones obreras y los partidos republicanos catalanes, y con los nacionalistas radicales vascos y gallegos, para llevar a cabo un movimiento subversivo que acabara con la Dictadura. Con ese objetivo se formaron los primeros escamots, se fundó en París un Comité Separatista Català, que haría las funciones de cuartel general de la insurrección, y se comenzó a recaudar fondos para la compra de material de guerra. En el plano internacional Macià contactó con diversos movimientos de naciones sin estado europeos y con los nacionalistas filipinos para formar una Liga de Naciones Oprimidas, constituida en septiembre de 1924, que actuaría como centro de propaganda y como grupo de presión ante la Sociedad de Naciones.
En enero de 1925 Macià se reunió en París con representantes de la CNT y con los nacionalistas radicales vascos aberrianos (que entonces controlaban el PNV) para organizar un alzamiento simultáneo en Cataluña y el País Vasco, que sería apoyado con movilizaciones en otras regiones españolas que contarían con el apoyo de algunos militares. De aquella reunión surgió el llamado Pacto de la Libre Alianza por el que se creaba un Comité General Revolucionario, o Comité de Acción, que sería el que dirigiría el levantamiento. Para financiar la operación se emitió un empréstito, llamado empréstito de Pau Claris, por valor de cerca de nueve millones de pesetas, y entre abril y agosto milicianos de los escamots establecieron varios depósitos de armas en las cercanías de la frontera franco-española.
En junio grupos clandestinos de Estat Catalá y de Acció Catalana organizaron el llamado complot de Garraf, un atentado fallido contra los reyes de España en las costas de Garraf, y que impulsado desde el exterior por Daniel Cardona, un dirigente de Estat Català cada vez más crítico con la estrategia de Macià y que en noviembre abandonaría el partido.
En octubre de 1925, tras incorporar a los comunistas al Pacto de la Libre Alianza, Macià viajó a Moscú para recabar el apoyo del gobierno soviético y de la Komintern. Consiguió la promesa de una ayuda económica (400.000 pesetas) y militar, pero ésta nunca llegó y los comunistas salieron de la Libre Alianza.
A mediados de 1926 Macià decidió llevar a cabo la invasión de Cataluña con un pequeño ejército integrado por escamots. El plan consistía en penetrar por Prats de Molló, en la Cataluña francesa, y tras la toma de Olot converger sobre Barcelona, donde simultáneamente se declararía la huelga general y, con la colaboración de una parte de la guarnición, se proclamaría la República catalana. Se esperaba que esta proclamación provocara levantamientos en otras regiones españolas.
Durante los preparativos Macià entró en contacto con un grupo de exiliados italianos encabezado por el coronel Riciotti Garibaldi, nieto del héroe de la unificación italiana. Pero Garibaldi no era un combatiente antifascista sino un agente doble al servicio de la policía política de Mussolini. Por esta vía llegaron a conocimiento de Primo de Rivera algunos detalles de la operación.

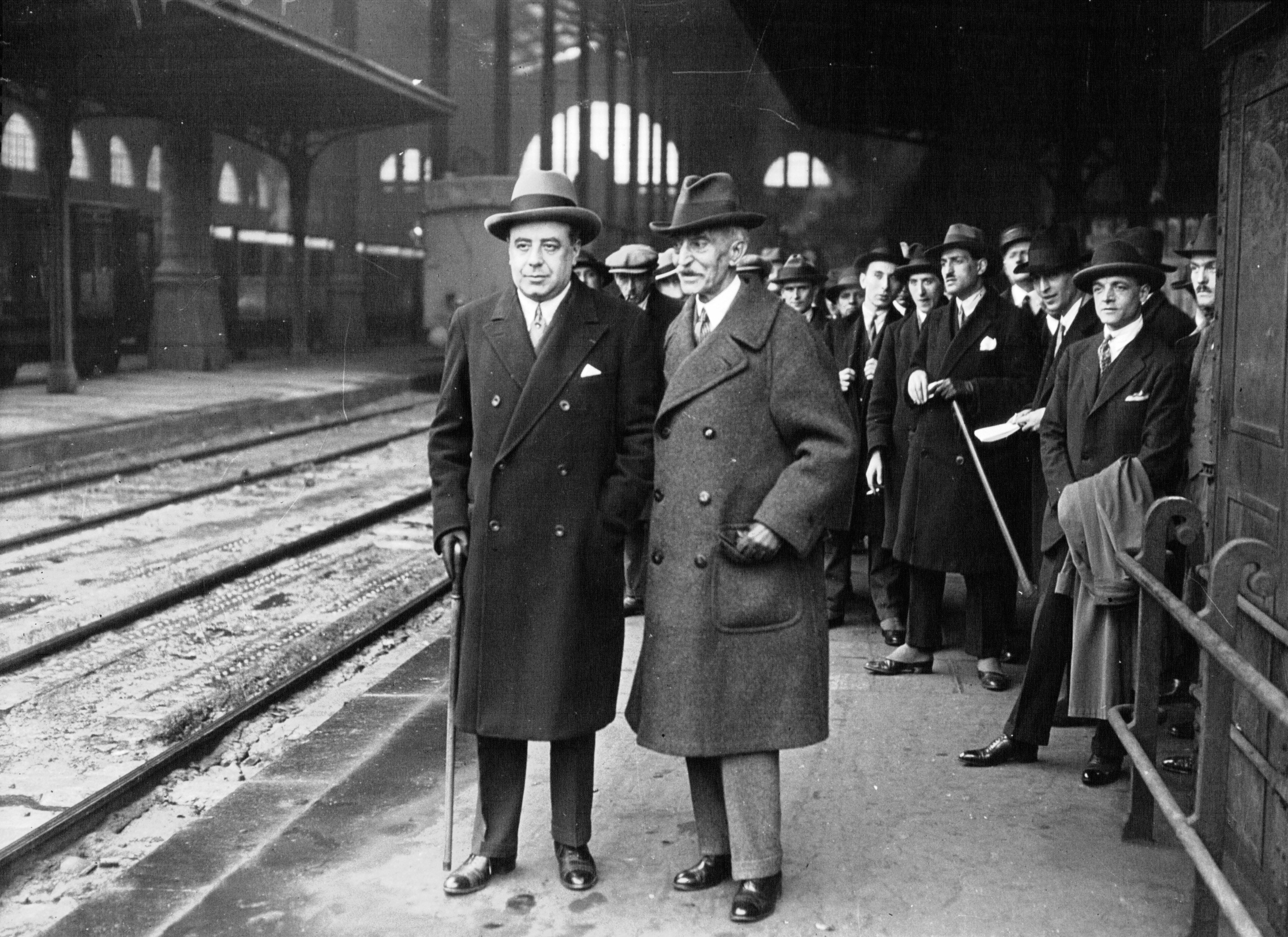
Francesc Macià (derecha) con su abogado (izquierda) a punto de abandonar París tras el juicio por el fracasado complot de Prats de Molló.

Macià dio la orden de movilización el 29 de octubre y se instaló en una casa de campo cercana a Prats de Molló. Pero la policía francesa estaba sobre aviso, al parecer por una filtración procedente del grupo de Garibaldi, por lo que no tuvo muchas dificultades para detener cerca de la frontera española entre los días 2 y 4 de noviembre a la mayoría de los hombres comprometidos en la invasión (más de un centenar). Macià fue detenido en la casa de campo que ocupaba el día 4. Mientras tanto en Barcelona la policía española, que también estaba sobre aviso, detuvo a otros miembros de Estat Català implicados en el complot. Macià, junto con otros 17 detenidos por la policía francesa, fue juzgado en París en enero de 1927 siendo desterrado a Bélgica.
A pesar del fracaso, el complot tuvo un amplio eco internacional lo que provocó, según Eduardo González Calleja, que cobrara "una inesperada dimensión época" y diera "origen al persistente mito de l'Avi [Macià], precisamente en el momento de más baja popularidad de la Dictadura y sus cómplices en Cataluña". Macià desarrolló a partir de entonces una febril actividad propagandística de la "causa catalana". En diciembre de 1927 inició un viaje por América Latina, que culminó en Cuba, donde en octubre de 1928 convocó una autodenominada Asamblea Constituyente del Separatismo Catalán, de la que surgiría el Partit Separatista Revolucionari Català y que aprobó la Constitución Provisional de la República Catalana. En la Asamblea se decidió también que el método de lucha seguiría siendo el alzamiento armado de los catalanes, aunque tras el fracaso del golpe de Estado de enero de 1929 encabezado por José Sánchez Guerra, Macià decidió abandonar el proyecto de realizar una nueva invasión desde la frontera y apostó por organizar una insurrección en el interior de Cataluña, vinculada a las diversas conspiraciones antidictatoriales y antimonárquicas que entonces se estaban tramando.

## Conclusión
La política anticatalanista de la Dictadura fracasó como lo prueba que «los sectores monárquicos hasta aquel momento poco sensibles a las reivindicaciones catalanistas, a la caída del dictador se apresuraron a cambiar de imagen... El nuevo presidente de la Diputación de Barcelona, el monárquico regionalista Joan Maluquer Viladot, restableció el uso del catalán en las sesiones públicas, pidió la ampliación de la amnistía, restituyó a todos los funcionarios depuestos e intentó promover una opción descentralizadora más amplia que la Mancomunidad, fracasada por la oposición de las otras fuerzas políticas, mientras recorrían las calles multitudinarias manifestaciones exigiendo la autonomía y la amnistía. En resumen, Primo de Rivera consiguió que con muy escasas excepciones todo el pueblo catalán asumiera como mínimo la opción autonomista. En septiembre de 1930, una delegación catalana pluripartidista, presidida por el jurista F. Maspons Anglsell, asistió al VI Congreso de Nacionalidades Europeas, con la voluntad de internacionalizar las reivindicaciones catalanas».